# Armínou
Armínou (grec moderne : Αρμίνου) est un village chypriote situé dans le district de Paphos et comptant 24 habitants.